# Ridle Baku
Ridle Baku (ur. 8 kwietnia 1998 w Moguncji) – niemiecki piłkarz pochodzenia kongijskiego, występujący na pozycji prawego obrońcy w niemieckim klubie RB Leipzig oraz w reprezentacji Niemiec.

## Kariera klubowa

### 1. FSV Mainz 05
W 2007 roku dołączył do akademii 1. FSV Mainz 05. 1 lipca 2017 roku przeniesiono go do zespołu rezerw. Zadebiutował 30 lipca 2017 roku w meczu Fußball-Regionalliga przeciwko FSV Frankfurt (3:0). Pierwszą bramkę zdobył 16 września 2017 roku w meczu ligowym przeciwko Kickers Offenbach (2:0). W pierwszej drużynie zadebiutował 19 grudnia 2017 roku w meczu Pucharu Niemiec przeciwko VfB Stuttgart (3:1). W Bundeslidze po raz pierwszy zaprezentował się 29 kwietnia 2018 roku w meczu przeciwko RB Leipzig (3:0), w którym zdobył swoją pierwszą bramkę.

### VfL Wolfsburg
1 października 2020 roku podpisał kontrakt z VfL Wolfsburg. Zadebiutował 4 października 2020 roku w meczu Bundesligi przeciwko FC Augsburg (0:0). Pierwszą bramkę zdobył 1 listopada 2020 roku w meczu ligowym przeciwko Hertha BSC (1:1).

## Kariera reprezentacyjna

### Niemcy
W 2020 roku otrzymał powołanie do reprezentacji Niemiec. Po raz pierwszy w reprezentacji wystąpił 11 listopada 2020 roku w meczu towarzyskim przeciwko reprezentacji Czech (1:0).

## Statystyki

### Klubowe
(aktualne na 23 stycznia 2021)
| Klub               | Sezon              | Liga                 | Liga  | Liga   | Puchar kraju | Puchar kraju | Suma  | Suma   |
| Klub               | Sezon              | Liga                 | Mecze | Bramki | Mecze        | Bramki       | Mecze | Bramki |
| ------------------ | ------------------ | -------------------- | ----- | ------ | ------------ | ------------ | ----- | ------ |
| 1. FSV Mainz 05 II | 2017/18            | Fußball-Regionalliga | 26    | 1      | –            | –            | 26    | 1      |
| 1. FSV Mainz 05 II | 2018/19            | Fußball-Regionalliga | 1     | 0      | –            | –            | 1     | 0      |
| 1. FSV Mainz 05 II | Ogólnie            | Ogólnie              | 27    | 1      | 0            | 0            | 27    | 1      |
| 1. FSV Mainz 05    | 2017/18            | Bundesliga           | 3     | 2      | 1            | 0            | 4     | 2      |
| 1. FSV Mainz 05    | 2018/19            | Bundesliga           | 15    | 0      | 1            | 0            | 16    | 0      |
| 1. FSV Mainz 05    | 2019/20            | Bundesliga           | 30    | 1      | 1            | 0            | 31    | 1      |
| 1. FSV Mainz 05    | 2020/21            | Bundesliga           | 2     | 0      | 1            | 0            | 3     | 0      |
| 1. FSV Mainz 05    | Ogólnie            | Ogólnie              | 50    | 3      | 4            | 0            | 54    | 3      |
| VfL Wolfsburg      | 2020/21            | Bundesliga           | 16    | 3      | 1            | 0            | 17    | 3      |
| VfL Wolfsburg      | Ogólnie            | Ogólnie              | 16    | 3      | 1            | 0            | 17    | 3      |
| Ogólnie w karierze | Ogólnie w karierze | Ogólnie w karierze   | 93    | 7      | 5            | 0            | 98    | 7      |

### Reprezentacyjne
(aktualne na 23 stycznia 2021)
| Reprezentacja | Rok     | Mecze | Bramki |
| ------------- | ------- | ----- | ------ |
| Niemcy        |         |       |        |
| 2020          | 1       | 0     |        |
| Ogólnie       | Ogólnie | 1     | 0      |

| Mecze i gole w reprezentacji | Mecze i gole w reprezentacji | Mecze i gole w reprezentacji | Mecze i gole w reprezentacji | Mecze i gole w reprezentacji | Mecze i gole w reprezentacji | Mecze i gole w reprezentacji | Mecze i gole w reprezentacji |
| Lp.                          | Data                         | Miejsce                      | Gospodarz                    | Gość                         | Wynik                        | Gol                          | Rozgrywki                    |
| ---------------------------- | ---------------------------- | ---------------------------- | ---------------------------- | ---------------------------- | ---------------------------- | ---------------------------- | ---------------------------- |
| 1.                           | 11.11.2020                   | Lipsk                        | Niemcy                       | Czechy                       | 1:0                          |                              | Mecz towarzyski              |

## Życie prywatne
Baku był nazywany „Ridle” przez swojego ojca, fana niemieckiego piłkarza Karla-Heinz Riedle. W 2018 roku Baku oficjalnie zmienił swoje imię na Ridle.
Jego rodzina wyemigrowała z Zairu (obecnie Demokratyczna Republika Konga) do Niemiec w 1992 roku. Baku ma dwóch braci, Kokola Baku oraz Makanę Baku, piłkarza występującego na pozycji skrzydłowego.